# Звучна заднонебна проходна съгласна
Звучната заднонебна проходна съгласна е вид съгласен звук, срещан в някои езици. В българския това е звукът, обозначаван с буквата „х“ при озвучаването ѝ пред звучни съгласни.
Символът в Международната фонетична азбука, с който се означава този звук е ⟨ɣ⟩.